# KGB
KGB (abrevierea în limba rusă pentru  Комите́т госуда́рственной безопа́сностиⓘ, Komitet gosudarstvennoi bezopasnosti, „Comitetul pentru Securitatea Statului”) a fost principala agenție de securitate a Uniunii Sovietice din 1954 până în 1991. A fost succesoarea agențiilor sovietice de poliție secretă CEKA (1917-1922), OGPU (1922-1934), NKVD (1934-1946), MGB (1946-1953). Atașat Consiliului de Miniștri, KGB-ul a fost principala agenție guvernamentală de „jurisdicție unional-republicană”, responsabilă cu securitatea internă, spionajul extern, contraspionajul și activitățile de poliție secretă. În fiecare dintre republicile Uniunii Sovietice existau agenții similare.
Agenția funcționa ca un serviciu militar, guvernat de legile și reglementările armatei, în mod similar cu Armata Sovietică. Principalele sale misiuni erau spionajul extern, contraspionajul, activitățile operative-investigative, paza granițelor de stat ale URSS, protecția conducerii Comitetului Central al Partidului Comunist și a Guvernului Sovietic, organizarea și securizarea comunicațiilor guvernamentale, precum și combaterea activităților naționaliste, disidente, religioase și antisovietice.
La 3 decembrie 1991, KGB-ul a fost desființat oficial. În Rusia, acesta a fost succedat de Serviciul de Informații Externe (SVR) și de ceea ce avea să devină Serviciul Federal de Securitate (FSB). În Osetia de Sud și Belarus au fost menținute agenții care au păstrat denumirea de KGB.
Arhiva „Mitrohin” este cea mai mare scurgere de informații de la KGB din istorie.

## Șefi ai KGB
| Nr. | Portret                                                                                              | Nume (naștere–deces)                                            | Durata mandatului                                               | Durata mandatului                                               | Durata mandatului                                               | Premier                                                                                                  |
| Nr. | Portret                                                                                              | Nume (naștere–deces)                                            | A preluat funcția                                               | A părăsit funcția                                               | Timp în funcție                                                 | Premier                                                                                                  |
| 1   | Președinte al CEKA (1917–1922)                                                                       | Președinte al CEKA (1917–1922)                                  | Președinte al CEKA (1917–1922)                                  | Președinte al CEKA (1917–1922)                                  | Președinte al CEKA (1917–1922)                                  | Președinte al CEKA (1917–1922)                                                                           |
| --- | --- | --------------------------------------------------------------- | --------------------------------------------------------------- | --------------------------------------------------------------- | --------------------------------------------------------------- | --- |
| 1   | | Felix Dzerjinski (1877–1926)                                    | 20 decembrie 1917                                               | 7 iulie 1918                                                    | 0 ani, 199 zile                                                 | - Vladimir Ilici Lenin (1917–1924)                                                                       |
| 2   | | Jēkabs Peterss⁠(d) (1886–1938)                                   | 7 iulie 1918                                                    | 22 august 1918                                                  | 0 ani, 46 zile                                                  | - Vladimir Ilici Lenin (1917–1924)                                                                       |
| 1   | | Felix Dzerjinski (1877–1926)                                    | 22 august 1918                                                  | 6 februarie 1922                                                | 3 ani, 168 zile                                                 | - Vladimir Ilici Lenin (1917–1924)                                                                       |
| 1   | Președinte al OGPU (1922–1934)                                                                       |                                                                 |                                                                 |                                                                 |                                                                 | |
| 1   | | Felix Dzerjinski (1877–1926)                                    | 6 februarie 1922                                                | 20 iulie 1926                                                   | 4 ani, 164 zile                                                 | - Vladimir Ilici Lenin (1917–1924) - Alexei Ivanovici Rîkov (1924–1930) - Veaceslav Molotov (1930–1941)  |
| 3   | | Viaceslav Menjinski⁠(d) (1874–1934)                              | 30 iulie 1926                                                   | 10 mai 1934                                                     | 7 ani, 284 zile                                                 | - Veaceslav Molotov (1930–1941)                                                                          |
| 4   | NKVD (1934–1941)                                                                                     | NKVD (1934–1941)                                                | NKVD (1934–1941)                                                | NKVD (1934–1941)                                                | NKVD (1934–1941)                                                | NKVD (1934–1941)                                                                                         |
| 4   | | Ghenrih Iagoda (1891–1936)                                      | 10 iulie 1934                                                   | 26 septembrie 1936                                              | 2 ani, 78 zile                                                  | - Veaceslav Molotov (1930–1941)                                                                          |
| 5   | | Iakov Agranov⁠(d) (1893–1938)                                    | 29 decembrie 1936                                               | 15 aprilie 1937                                                 | 0 ani, 107 zile                                                 | - Veaceslav Molotov (1930–1941)                                                                          |
| 6   | | Mihail Frinovski⁠(d) (1898–1940)                                 | 15 aprilie 1937                                                 | 28 martie 1938                                                  | 0 ani, 347 zile                                                 | - Veaceslav Molotov (1930–1941)                                                                          |
| 7   | | Lavrenti Pavlovici Beria (1899–1953)                            | 29 septembrie 1938                                              | 17 decembrie 1938                                               | 0 ani, 79 zile                                                  | - Veaceslav Molotov (1930–1941)                                                                          |
| 8   | | Vsevolod Merkulov⁠(d) (1895–1953)                                | 17 decembrie 1938                                               | 3 februarie 1941                                                | 2 ani, 48 zile                                                  | - Veaceslav Molotov (1930–1941)                                                                          |
| 8   | Comisarul Poporului pentru Securitatea Statului (1941)                                               |                                                                 |                                                                 |                                                                 |                                                                 | |
| 8   | | Vsevolod Merkulov⁠(d) (1895–1953)                                | 3 februarie 1941                                                | 20 iulie 1941                                                   | 0 ani, 167 zile                                                 | - Veaceslav Molotov (1930–1941) - Iosif Vissarionovici Stalin (1941–1953)                                |
| 8   | Direcția Principală de Securitate de Stat a Comisarului Poporului pentru Afaceri Interne (1941–1943) |                                                                 |                                                                 |                                                                 |                                                                 | |
| 8   | | Vsevolod Merkulov⁠(d) (1895–1953)                                | 20 iulie 1941                                                   | 14 aprilie 1943                                                 | 1 an, 268 zile                                                  | - Iosif Vissarionovici Stalin (1941–1953)                                                                |
| 8   | Comisarul Poporului pentru Securitatea Statului (1943–1946)                                          |                                                                 |                                                                 |                                                                 |                                                                 | |
| 8   | | Vsevolod Merkulov⁠(d) (1895–1953)                                | 14 aprilie 1943                                                 | 15 martie 1946                                                  | 2 ani, 335 zile                                                 | - Iosif Vissarionovici Stalin (1941–1953)                                                                |
| 8   | Ministerul Securității de Stat (1946–1954)                                                           |                                                                 |                                                                 |                                                                 |                                                                 | |
| 8   | | Vsevolod Merkulov⁠(d) (1895–1953)                                | 15 martie 1946                                                  | 18 martie 1946                                                  | 0 ani, 3 zile                                                   | - Iosif Vissarionovici Stalin (1941–1953)                                                                |
| 9   | | Viktor Abakumov (1908–1954)                                     | 18 martie 1946                                                  | 14 iulie 1951                                                   | 5 ani, 118 zile                                                 | - Iosif Vissarionovici Stalin (1941–1953)                                                                |
| —   | | Sergei Ogoltsov (1900–1976) Acting                              | 14 iulie 1951                                                   | 9 august 1951                                                   | 0 ani, 26 zile                                                  | - Iosif Vissarionovici Stalin (1941–1953)                                                                |
| 10  | | Semyon Ignatiev (1904–1983)                                     | 9 august 1951                                                   | 5 martie 1953                                                   | 1 an, 208 zile                                                  | - Iosif Vissarionovici Stalin (1941–1953)                                                                |
| 7   | | Lavrenti Pavlovici Beria (1899–1953)                            | 5 martie 1953                                                   | 26 June 1953                                                    | 0 ani, 113 zile                                                 | - Gheorghi Malenkov (1953–1955)                                                                          |
| 11  | | Sergei Kruglov (1907–1977)                                      | 26 June 1953                                                    | 13 martie 1954                                                  | 0 ani, 260 zile                                                 | - Gheorghi Malenkov (1953–1955)                                                                          |
| 12  | Președinte al Comitetului pentru Securitate de Stat (1954–1991)                                      | Președinte al Comitetului pentru Securitate de Stat (1954–1991) | Președinte al Comitetului pentru Securitate de Stat (1954–1991) | Președinte al Comitetului pentru Securitate de Stat (1954–1991) | Președinte al Comitetului pentru Securitate de Stat (1954–1991) | Președinte al Comitetului pentru Securitate de Stat (1954–1991)                                          |
| 12  | | Ivan Serov (1905–1990)                                          | 13 martie 1954                                                  | 8 decembrie 1958                                                | 4 ani, 270 zile                                                 | - Gheorghi Malenkov (1953–1955) - Nicolai Bulganin (1955–1958) - Nikita Sergheevici Hrușciov (1958–1964) |
| 13  | | Alexander Shelepin (1918–1994)                                  | 25 decembrie 1958                                               | 13 noiembrie 1961                                               | 2 ani, 323 zile                                                 | - Nikita Sergheevici Hrușciov (1958–1964)                                                                |
| 14  | | Vladimir Semichastny (1924–2001)                                | 13 noiembrie 1961                                               | 18 mai 1967                                                     | 5 ani, 186 zile                                                 | - Nikita Sergheevici Hrușciov (1958–1964) - Aleksei Kosîghin (1964–1980)                                 |
| 15  | | Iuri Vladimirovici Andropov (1914–1984)                         | 18 mai 1967                                                     | 26 mai 1982                                                     | 15 ani, 8 zile                                                  | - Aleksei Kosîghin (1964–1980) - Nikolai Tihonov (1980–1985)                                             |
| 16  | | Vitaly Fedorchuk (1918–2008)                                    | 26 mai 1982                                                     | 17 decembrie 1982                                               | 0 ani, 205 zile                                                 | - Nikolai Tihonov (1980–1985)                                                                            |
| 17  | | Viktor Chebrikov (1923–1999)                                    | 17 decembrie 1982                                               | 1 octombrie 1988                                                | 5 ani, 289 zile                                                 | - Nikolai Tihonov (1980–1985) - Nikolai Rîjkov (1985–1991)                                               |
| 18  | | Vladimir Kriucikov⁠(d) (1924–2007)                               | 1 octombrie 1988                                                | 28 august 1991                                                  | 2 ani, 331 zile                                                 | - Nikolai Rîjkov (1985–1991) - Valentin Pavlov (1991)                                                    |
| —   | | Leonid Shebarshin (1935–2012) Acting                            | 22 august 1991                                                  | 23 august 1991                                                  | 0 ani, 1 zi                                                     | |
| 19  | | Vadim Bakatin (1937–2022)                                       | 29 august 1991                                                  | 3 decembrie 1991                                                | 0 ani, 96 zile                                                  | - Ivan Silaev (1991)                                                                                     |

## Medalii comemorative

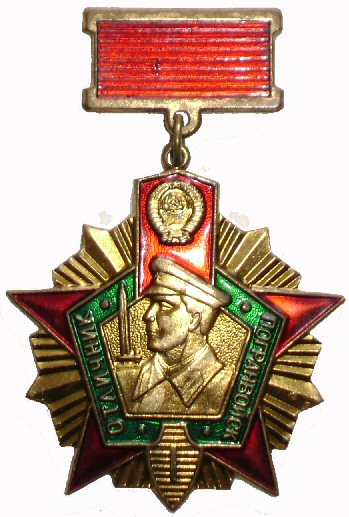
Excelent Militar al Trupelor de Grăniceri, clasa I, 1969
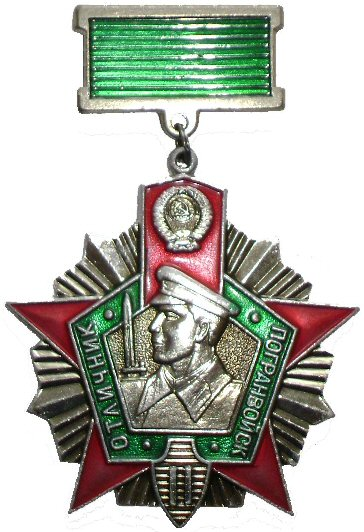
Excelent Militar al Trupelor de Grăniceri, clasa a II-a, 1969
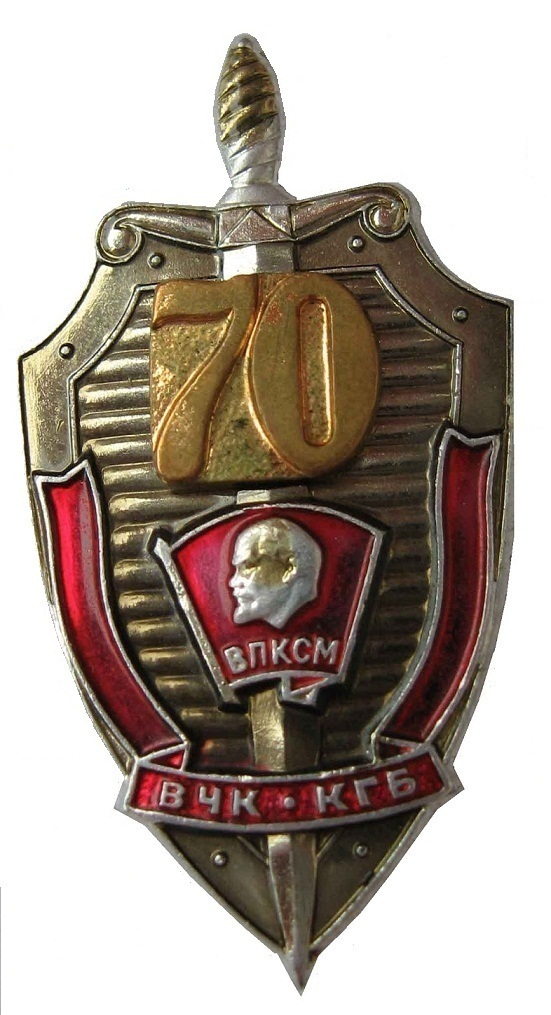
70 de ani Komsomol CEKA–KGB

## Vezi și
- Dezinformare
- GRU - Direcția Principală de Informații
- Propagandă